# ナイトサファリ
ナイトサファリ（The Night Safari）は、シンガポールにある夜間サファリパークである。
マンダイ地区に所在し、「世界に一つだけの夜だけ開園するサファリパーク」として、1980年5月26日に開業した。シンガポール動物園やジュロン・バードパーク、リバーサファリの経営母体が運営している。開園時間は夜間のみで、18:00-24:00。シンガポールにおける観光客の人気訪問先のひとつとなっており、2022年3月26日には、延べ入場者数が1億人を突破した。

## 概要
総面積40ヘクタールの園内は8つのゾーンに分けられている。園内で飼育されている動物は約120種、頭数は約1040頭であり、そのうち、72%は絶滅に瀕している種である。入園者数は年間約130万人。壮大な池を見下ろしているキリンの姿や、貴重なウンピョウ、絶滅に瀕したインドサイをウォーキングトレールで至近距離で観察することができる。圏内で見学客と動物とは、自然を活用して隔ててられている。
3つのコースは歩いて見学できるほか、トラムで解説を聞きながらの見学も出来る。日本人観光客向けには、日本語ガイドが乗るトラムも運行されている。徒歩によるコースには、それぞれ、「フィッシングキャット・トレール」、「ワラビー・トレール」、「レオパード・トレール」という名前が付けられている。

## 飼育されている主な動物
アフリカやオーストラリアのほか、インドを含むほかのアジアの地域動物が、本来の環境に近い状態で飼育されている。

### ウォーキングトレイル
- フィッシングキャット・トレイル（Fishing Cat Trail）
  - 主な飼育動物 - スナドリネコ、インドガビアル、マメジカ、ジャコウネコ、ビントロング、ペリカン、コツメカワウソ
- レオパード・トレイル（Leopard Trail)
  - 主な飼育動物 - ヒョウ、オオコウモリ、ムササビ、スローロリス、ウンピョウ、アナグマ
- ワラビー・トレイル（Wallaby Trail)
  - 主な飼育動物 - フクロモモンガ、ワラビー

### トラムツアー
- ヒマラヤ丘陵地帯(Himalayan Foothills)
  - 主な飼育動物 - マーコール、ムフロン、フラミンゴ
- インド亜大陸(Indian Subcontinent)
  - 主な飼育動物 - インドライオン、シマハイエナ、ナマケグマ、バラシンガジカ
- 赤道アフリカ(Equatorial Africa)
  - 主な飼育動物 - キリン、ボンゴ、カバ、ブチハイエナ、サーバル、アフリカスイギュウ、アカカワイノシシ
- インド・マレー地区(Indo-Malayan Region)
  - 主な飼育動物 - マレートラ、バビルサ
- アジアの川沿いの森(Asian Riverine Forest)
  - 主な飼育動物 - アジアゾウ、ドール、マレーバク、ヒゲブタ
- ネパールの河川(Nepalese River Valley)
  - 主な飼育動物 - インドサイ、インドオオカミ、アジアスイギュウ、アクシスジカ、キンイロジャッカル、サンバー
- ビルマ丘陵地帯(Burmese hillside)
  - 主な飼育動物 - ガウル、ツキノワグマ、バンテン、マレートラ